# Е̃
La Ye con virgulilla (Е̃ е̃; cursiva: Е̃ е̃) es una letra del alfabeto cirílico. En todas sus formas se ve como la e con cirgulilla latina (Ẽ ẽ Ẽ ẽ).
Se usa en el idioma khinalug donde representa una vocal semicerrada anterior no redondeada nasalizada o vocal semiabierta frontal no redondeada /ẽ~ɛ̃/.

## Códigos informáticos
| Carácter      | Е                          | Е                          | е                          | е                          | ̰           | ̰           |
| ------------- | -------------------------- | -------------------------- | -------------------------- | -------------------------- | ---------- | ---------- |
| Unicode       | LETRA MAYÚSCULA CIRÍLICA E | LETRA MAYÚSCULA CIRÍLICA E | LETRA MINÚSCULA CIRÍLICA E | LETRA MINÚSCULA CIRÍLICA E | VIRGULILLA | VIRGULILLA |
| Codificación  | decimal                    | hex                        | decimal                    | hex                        | decimal    | hex        |
| Unicode       | 1045                       | U+0415                     | 1077                       | U+0435                     | 816        | U+0330     |
| UTF-8         | 208 149                    | D0 95                      | 208 181                    | D0 B5                      | 204 176    | CC B0      |
| Ref. numérica | &#1045;                    | &#x415;                    | &#1077;                    | &#x435;                    | &#816;     | &#x330;    |